# Membre du Parlement
Pour les articles homonymes, voir MP et MPS.
Un membre du Parlement (MP) est le membre élu d'un parlement.
Dans un système bicaméral, un membre du Parlement est le plus souvent membre de la chambre basse alors que les membres de la chambre haute portent un autre titre, tel que sénateur ou lord. « Membre du Congrès » est un terme équivalent dans d'autres juridictions.
En français, l'anglicisme « membre du Parlement » prête ainsi à confusion puisque les membres de la Chambre des lords par exemple sont en français des membres du Parlement[réf. nécessaire] mais ne sont pas des MPs. Le Bureau de la traduction du gouvernement du Canada le décrit comme « un anglicisme graphique qu’on doit remplacer par député ou députée », et le Larousse préconise également l'usage en français du mot « député » pour traduire « Member of Parliament ».

## Système de Westminster
Le système de Westminster est un système parlementaire de gouvernement basé sur celui existant au Royaume-Uni. Il tire son nom du palais de Westminster, le siège du Parlement britannique. 

### Australie
En Australie, les membres de la Chambre des représentants portent le titre de « Représentants », ils partagent avec les Sénateurs, le titre de « Member of Parliament » ou MP. En effet contrairement à leurs homologues britanniques ou américains, les Sénateurs sont élus par les citoyens de chaque état ou territoire, ils disposent donc d'une légitimité démocratique. C'est cette particularité qui fait qu'aucune des deux chambres ne peut avoir le dernier mot, mais aussi qu'un Gouvernement fédéral peut être constitué de Sénateurs et/ou de Représentants, la question de « confiance » peut être posée par le Premier Ministre exclusivement à la chambre où il est assuré d'obtenir un vote favorable.

### Bahamas
Le Parlement des Bahamas est le parlement national bicaméral du Commonwealth des Bahamas. Le Parlement est officiellement composé de la Reine (représentée par le Gouverneur général), d'un Sénat nommé et d'une Chambre d'assemblée élue. Il se trouve actuellement à Nassau, la capitale nationale.
La structure, les fonctions et les procédures du parlement sont basées sur le système de Westminster.

### Bangladesh
Les membres de la Jatiya Sangsad, ou Assemblée nationale, sont élus tous les cinq ans et sont appelés en anglais members of Parliament. L'assemblée a élu directement 300 sièges et 50 autres sièges réservés aux femmes.

### Canada
Le Parlement du Canada est composé du monarque, du Sénat et de la Chambre des communes. Il y a actuellement 105 sièges au Sénat et 338 à la Chambre des communes. Les membres du Parlement sont élus, tandis que les sénateurs sont nommés par le gouverneur général au nom du souverain sous la direction du Premier ministre du Canada. La retraite est obligatoire pour les sénateurs lorsqu'ils atteignent l'âge de 75 ans.
Chaque province (et territoire) a sa propre législature, chaque membre étant généralement connu comme un membre de l'Assemblée législative « Member of the Legislative Assembly » (MLA). Dans certaines provinces, les législateurs portent d'autres titres : membre du parlement provincial « Member of Provincial Parliament » (MPP) en Ontario, membre de l'Assemblée nationale « Member of the National Assembly » (MNA) au Québec et membre de la Chambre de l'Assemblée « Member of the House of Assembly » (MHA) en Nouvelle-Écosse et à Terre-Neuve-et-Labrador. Les chambres hautes provinciales ont été éliminées au cours du XXe siècle.

### Inde
Le membre du Parlement est un membre des deux chambres du Parlement indien, à savoir Lok Sabha et Rajya Sabha. En 2018, Lok Sabha est composée de 545 sièges, dont 543 membres sont élus au suffrage universel, alors que le Président de l'Inde peut nommer 2 représentants de la communauté anglo-indienne. En 2018 le Rajya Sabha peut compter 245 membres, dont 233 sont élus indirectement par les législatures des États au moyen d'un vote unique transférable; méthode de représentation proportionnelle, et 12 sont nommés par le Président pour leurs contributions à l'art, la littérature, la science et les services sociaux (art. 80 de la Constitution). Chaque État se voit attribuer un nombre fixe de représentants dans chaque chambre, en fonction de leur population respective. En 2018, l'État d'Uttar Pradesh comptait le plus grand nombre de représentants dans les deux chambres. La personne qui obtient le soutien de plus de la moitié des sièges au Lok Sabha forme le gouvernement. Pour former le gouvernement, les partis peuvent former une coalition. 

### Irlande
Les membres du Dáil Éireann, la chambre basse du parlement irlandais, sont appelés « deputy » (député) en anglais ou, en gaélique, Teachta Dálá (délégué à l'Assemblée).

### Jamaïque
Le Parlement de la Jamaïque est la branche législative du gouvernement de la Jamaïque. Il s'agit d'un organe bicaméral, composé d'un Sénat nommé et d'une Chambre des représentants élue. Le Sénat (chambre haute), successeur direct d'un organe antérieur à l'indépendance connu sous le nom de Conseil législatif - comprend 21 sénateurs nommés par le gouverneur général : treize sur l'avis du Premier ministre et huit sur l'avis du leader de l'opposition.
La Chambre des représentants, la chambre basse, est composée de 63 (auparavant 60) membres du Parlement, élus pour un mandat de cinq ans au scrutin majoritaire uninominal à un tour.

### Kenya
L'Assemblée nationale du Kenya a un total de 349 sièges; 205 membres sont élus dans les circonscriptions, 47 femmes sont élues dans les comtés et 12 membres sont des représentants désignés.

### Malaisie
Le Parlement de Malaisie se compose du Yang di-Pertuan Agong (roi) et de deux chambres, le Dewan Rakyat (la Chambre des représentants) et Dewan Negara (le Sénat).
Le terme membres du Parlement fait uniquement référence aux membres du Dewan Rakyat. En malais , un parlementaire s'appelle Ahli Parlimen, ou moins officiellement wakil rakyat (représentant du peuple).

### Malte
Le Parlement de Malte se compose du Président de Malte et de la Chambre des représentants de 69 membres (article 51 de la Constitution), appelés Membres du Parlement (article 52, paragraphe 1, de la Constitution). Les privilèges des parlementaires et leur code d'éthique sont définis dans l'ordonnance de la Chambre des représentants (privilèges et pouvoirs).

### Nauru
Le Parlement de Nauru comprend 18 sièges. Les membres du Parlement sont autorisés à utiliser le préfixe L'honorable. 

### Nouvelle-Zélande
Le Parlement de Nouvelle-Zélande est constitué du Monarque et de la Chambre des représentants. Elle est généralement constituée de 120 parlementaires, élus lors d'élections générales pour un mandat de trois ans.  Il y a 70 MPs électoraux, dont sept sont élus uniquement par des Maoris qui ont choisi d'être inscrits sur une liste électorale maorie distincte. Les autres membres sont élus au scrutin proportionnel.
Avant 1951, la Nouvelle-Zélande avait une chambre haute, Conseil législatif dont les membres étaient nommés. Les membres de la chambre basse, organe qui existe toujours, ont toujours été élus. Depuis 1907, les membres élus sont appelés Membre du Parlement, abrégé en MP. Des années 1860 à 1907, ils ont été désignés comme membres de la Chambre des représentants, abrégé en MHR. Entre les premières élections générales de 1853, et les années 1860, la désignation était membre de l'Assemblée générale, abrégé en MGA.

### Pakistan
Membre du Parlement désigne un membre du Parlement (Assemblée nationale du Pakistan, Assemblée Qaumi), basé à Islamabad .

### Singapour
Membre du Parlement désigne les membres élus du Parlement de Singapour, les membres du Parlement non constituants désignés de l'opposition, ainsi que les membres du Parlement nommés, qui peuvent être nommés parmi des membres du public qui n'ont aucun lien avec un quelconque parti politique à Singapour.

### Sri Lanka
Au Sri Lanka, un Membre du Parlement désigne un membre du Parlement du Sri Lanka (depuis 1978), de l'Assemblée nationale d'État (1972-1978) et de la Chambre des représentants de Ceylan (1947-1972), la chambre basse du Parlement de Ceylan. Les membres sont élus lors d'élections générales ou nommés à partir des listes nationales attribuées aux partis (et groupes indépendants) proportionnellement à leur part du vote national aux élections générales. Un candidat pour devenir membre du Parlement doit être citoyen sri-lankais et ne pas avoir la double nationalité dans un autre pays, avoir au moins 18 ans et ne pas être fonctionnaire.

### Trinité-et-Tobago
Le Parlement de Trinité-et-Tobago est la branche législative du gouvernement de Trinité-et-Tobago. Le Parlement est bicaméral. Il se compose de la Chambre des représentants élue, qui compte 41 membres élus pour un mandat de cinq ans dans les circonscriptions uninominales, et du Sénat, qui compte 31 membres nommés par le président : 16 sénateurs gouvernementaux nommés sur avis du Premier Ministre, 6 sénateurs de l'opposition nommés sur avis du chef de l'opposition et 9 sénateurs indépendants nommés par le président pour représenter d'autres secteurs de la société civile.

### Royaume-Uni
Au Royaume-Uni, les Membres de la Chambre des communes sont appelés « Member of Parliament » ou MP. Les membres de la Chambre des lords ne sont pas élus et n'ont pas de titre particulier autre que celui pour lequel ils siègent à la chambre. En outre :
- les « Members of the European Parliament » ou MEP sont les Membres du parlement européen ;
- les « Members of the Scottish Parliament » ou MSP sont les parlementaire du Parlement écossais ;
- les « Assembly Members » ou AM sont les membres à l'Assemblée nationale du pays de Galles ;
- les « Members of the Legislative Assembly » ou MLA sont les parlementaire à l'Assemblée d'Irlande du Nord.

### Zimbabwe
Membre du Parlement sont membres de l'Assemblée nationale. Les membres de la chambre haute du Parlement sont appelés sénateurs.